# ألاما دي أراغون
بلدية الحَمَّة أو حمَّة أرغون أو (نقحرة: ألاما دي أراغون) (بالإسبانية: Alhama de Aragón) هي بلدية تقع في مقاطعة سرقسطة التابعة لمنطقة أرغون شمال شرق إسبانيا.

## الديموغرافيا
بلغ عدد سكان بلدية ألاما دي أراغون 1.146 نسمة عام 2011 (وفقاً للمعهد الوطني الإسباني للإحصاء).
| 1.217 | 1.204 | 1.187 | 1.146 | 1.173 | 1.225 | 1.146 |

## أعلام
- بابلو لونا
- آنخيل بيثيسو